# Guy Delvingt
Guy Delvingt (* 28. června 1958 Baccon) je bývalý francouzský zápasník–judista.

## Sportovní kariéra
Pochází z početné rodiny. K judu se dostal přes své starší bratry. Jeho sportovní kariéra je spojená s populárním klubem U.S. v Orléans. Ve francouzské judistické reprezentaci se pohyboval od roku 1977 v pololehké váze do 65 kg po boku staršího bratra Yvese. Na jeho výsledky v pololehké váze však nenavázal. Od roku 1983 zariskoval se změnou váhové kategorie a v nižší superlehké váze do 60 kg uspěl v nominaci na olympijské hry v Los Angeles v roce 1984. Ve čtvrtfinále olympijského turnaje prohrál na praporky (hatei) s Korejcem Kim Če-jopem a v boji o třetí místo podlehl domácímu reprezentantovi Edu Liddiemu na body, obsadil 5. místo. Sportovní kariéru ukončil v roce 1989.